# Cyprian Jonas von Lilgenau
Cyprian Jonas von Lilgenau (geboren in Eulendorf bei Ohlau) war ein deutscher Hofmann und Verwaltungsbeamter.

## Leben
Jonas von Lilgenau ist der Sohn des herzoglich briegischen Kammerpräsidenten Johannes Jonas von Lilgenau. Außer seiner protestantischen Erziehung ist über die Kindheit und Jugend recht wenig bekannt.
Als Brieger Vizemarschall wurde Jonas von Lilgenau 1639 durch Herzog Johann Christian zum Hofmarschall befördert. 15 Jahre später wurde er durch seinen Dienstherrn 1654 zum Landeshauptmann befördert. Ungefähr 1664 wurde ihm das Amt der Landeshauptmannschaft für das Herzogtum Brieg übergeben.
Zusammen mit Hans von Sebottendorf wurde Jonas von Lilgenau am 27. November 1648 durch Fürst Ludwig I. von Anhalt-Köthen in die Fruchtbringende Gesellschaft aufgenommen. Der Fürst verlieh Jonas von Lilgenau den Gesellschaftsnamen der Reichende und das Motto Hilfe zur Reinigung. Als Emblem wurde ihm Katzenepte oder Katzenminze <Nepeta cataria L.> zugedacht. Anlässlich seiner Aufnahme verfasste er ein Reimgesetz:

„Die Katzenmüntze reicht Zur reinigung die kraft
Und hülfe. Reichend’ ist mein Nahme: wan wir kommen
Jn solch’ unreinligkeit, die in dem hertzen haft,
So muß die reinigung befördern unserm frommen
Durch reine tugend Zwar wird etwas hier verschaft
Die beste hülfe muß doch werden hergenommen
Von unserm großen Gott’. Er ists der hülfe reicht
Mit solcher kraft, das stracks die böse lust entweicht.“

Schon einige Wochen später beteiligte sich Jonas von Lilgenau am Hof in Brieg bei einer weiteren Aufnahme in die Fruchtbringende Gesellschaft. Die Feierlichkeiten fanden am 14. Januar 1649 statt und wurden von Fürst Johann Georg II. von Anhalt-Dessau geleitet. Herzog Georg III. von Brieg, der Bruder des amtierenden Herrschers, Jonas von Lilgenaus Dienstherr, wurde in die Gesellschaft aufgenommen.
1667 vertrat Jonas von Lilgenau seinen Dienstherrn in Wien bei den Hochzeitsfeierlichkeiten von Kaiser Leopold I. 1670 wurde Jonas von Lilgenau aus noch ungeklärten Umständen seines Amtes enthoben.
| Personendaten    | Personendaten                            |
| ---------------- | ---------------------------------------- |
| NAME             | Lilgenau, Cyprian Jonas von              |
| ALTERNATIVNAMEN  | Lilgenau, Jonas von                      |
| KURZBESCHREIBUNG | deutscher Hofmann und Verwaltungsbeamter |
| GEBURTSDATUM     | vor 1639                                 |
| GEBURTSORT       | Eulendorf bei Ohlau                      |
| STERBEDATUM      | nach 1670                                |